# Chaussoy-Epagny
Chaussoy-Epagny är en kommun i departementet Somme i regionen Hauts-de-France i norra Frankrike. Kommunen ligger i kantonen Ailly-sur-Noye som tillhör arrondissementet Montdidier. År 2022 hade Chaussoy-Epagny 587 invånare.

## Befolkningsutveckling
Antalet invånare i kommunen Chaussoy-Epagny
| Referens: INSEE |